# Magdalena Idzik
Magdalena Idzik (ur. 1974 w Kielcach) − polska śpiewaczka, mezzosopran. 
Naukę śpiewu rozpoczynała u Zofii Zamojskiej w Kielcach. Będąc uczennicą szkoły średniej uzyskała II nagrodę na Ogólnopolskim Konkursie Młodych Śpiewaków we Wrocławiu. Ukończyła Warszawską Akademię Muzyczną w klasie śpiewu solowego prof. Małgorzaty Marczewskiej. Obecnie śpiewaczka Opery Narodowej oraz wykładowca Uniwersytetu Muzycznego Fryderyka Chopina ze stopniem doktora habilitowanego.
W roku 2009 otrzymała „Bursztynowe drzewo” − prestiżową nagrodę przyznawaną przez polskich Kaszubów ludziom kultury. Nagrodę otrzymała w kategorii „muzyka poważna” za rolę w spektaklu Pociąg wspomnień.
Otrzymała stypendium Promocja Talentu przyznawane przez Fundację Ewy Czeszejko-Sochackiej. W 2001 roku ukończyła we Włoszech Akademię Rossiniowską pod kierunkiem Alberta Zeddy. Na scenie Teatru Wielkiego – Opery Narodowej zadebiutowała w spektaklu Śpiewnik domowy Stanisława Moniuszki w reżyserii Marii Fołtyn.